# Chris Wedge

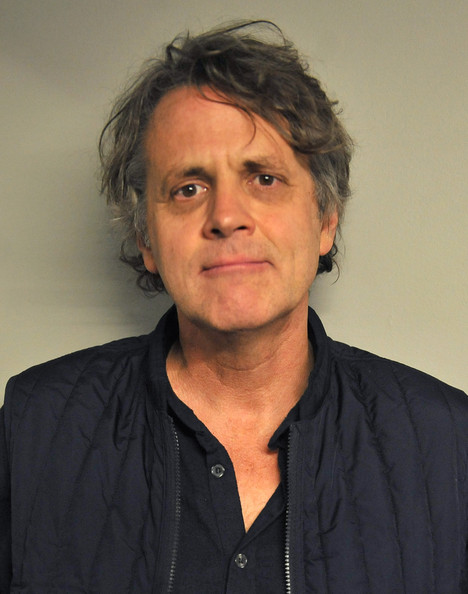
Chris Wedge, 2014

John Christian „Chris“ Wedge (* 20. März 1957 in Binghamton, New York) ist ein US-amerikanischer Regisseur und Drehbuchautor, der vor allem durch seine Arbeiten an Ice Age, Robots und Ice Age 2 – Jetzt taut’s bekannt geworden ist.

## Leben
Wedge wuchs in Flushing, Queens (New York City) auf. Als Kind war er ein großer Fan der Looney Tunes. Chris Wedge machte seinen Schulabschluss an der Fayetteville-Manlius High School 1975. Er interessierte sich vor allem für Computer und die damals noch unbekannten Videospiele.
1998 bekam er einen Oscar für den Kurzfilm Bunny. Mit dem Film Ice Age, in dem Wedge auch das Eichhörnchen Scrat synchronisiert hatte, und der zu einem Überraschungserfolg wurde, wurde er einem größeren Publikum bekannt. Nachdem 2002 Ice Age ein großer Erfolg geworden war, kooperierte er mit dem bekannten Kinderbuch-Autor William Joyce bei dem Film Robots. Der Film kam 2005 ins Kino.
2006 kam Ice Age 2 – Jetzt taut’s ins Kino, der zu einem noch größeren Erfolg als der erste Teil wurde, an dem Wedge allerdings nur als Synchronsprecher für die Figur des Scrat mitwirkte. In einem Interview gab Wedge bekannt, dass er bei einigen weiteren Animationsfilmen Regie führen wird. 2013 führte er erneut Regie bei dem erfolgreichen Animationsfilm Epic – Verborgenes Königreich. Als finanziell weniger erfolgreich erwies sich dann 2016 der Film Monster Trucks, bei dem er die Regie führte.
Als sein Lieblingsbuch und eine seiner Inspirationsquellen gibt er Der alte Mann und das Meer an.

## Filmografie (Auswahl)
- 1996: Joes Apartment – Das große Krabbeln (als Computeranimator)
- 1997: Alien – Die Wiedergeburt (als Creative Supervisor)
- 1998: Bunny (als Regisseur)
- 2002: Ice Age (als Regisseur, Drehbuchautor und Synchronsprecher)
- 2005: Robots (als Drehbuchautor, Regisseur)
- 2006: Ice Age 2 – Jetzt taut’s (als Synchronsprecher)
- 2006: Keine Zeit für Nüsse (als Synchronsprecher)
- 2009: Ice Age 3 – Die Dinosaurier sind los (Synchronsprecher)
- 2012: Ice Age 4 – Voll verschoben (Synchronsprecher)
- 2013: Epic – Verborgenes Königreich (Epic, als Regisseur)
- 2016: Ice Age 5 – Kollision voraus! (Synchronsprecher)
- 2016: Monster Trucks